# XM8
XM8 là tên một loại súng trường xung kích nhỏ gọn  do Hoa Kỳ thiết kế. Súng thiết kế dựa trên khẩu HK G36 của Đức. Hiện nay dự án trang bị XM8 đã bị hủy bỏ do kinh phí quá cao.
XM8 sử dụng cơ chế nạp đạn bằng khí nén (trích khí), thoi nạp đạn đóng và xoay, với khả năng lựa chọn chế độ bắn bằng cách kéo cò: kéo cò nửa đường là chế độ bán tự động và toàn bộ để bắn tự động hoàn toàn. Khóa an toàn được đặt ngay phía trên tay nắm chính ở cả hai bên. Súng thích hợp cho xạ thủ thuận cả hai tay khi khe nhả đạn có thể điều chỉnh ở cả hai bên, cần lên đạn bố trí ở trên, xạ thủ có thể gạt qua bất kỳ bên nào để lên đạn. Điểm mạnh của khẩu súng này lại là sơ tốc đầu nòng cực cao, lên tới 900 mét/giây với phiên bản súng trường tấn công dù nòng súng chỉ có chiều dài 318 mm. Độ giật ít và sơ tốc đầu nòng cao khiến viên đạn bay rất căng, cho phép XM8 có độ chính xác cực kỳ đáng nể.
XM8 có kích thước khá gọn gàng và nhẹ với trọng lượng 3,4 kg, chiều dài tổng thể 838 mm. Để có được trọng lượng như vậy, XM8 được làm gần như hoàn toàn bằng nhựa tiên tiến, trừ kim hỏa và nòng. Báng của XM8 có thể điều chỉnh chiều dài tùy vào thể trạng của xạ thủ.
XM8 với kết cấu module có thể cấu hình lại thành nhiều biến thể tùy theo từng yêu cầu nhiệm vụ gồm: vũ khí tự vệ cá nhân, carbine, súng trường thiện xạ (marksman) và súng máy hạng nhẹ. Tất cả đều được xây dựng dựa trên sự thay thế thoi, buồng đạn và nòng súng. Nòng súng cũng có các chiều dài khác nhau như 318 mm, 508 mm và 229 mm. Giống với nhiều loại vũ khí hiện đại khác, XM8 cũng được trang bị các rãnh kỹ thuật để gắn thêm phụ kiện vào súng. Các bộ phận này đều có thể thay thế dễ dàng và nhanh chóng.
XM8 là một mẫu súng trường tấn công tốt nhưng quân đội Mỹ đã phải hủy bỏ dự án vì vấn đề kinh phí. Tuy vậy, Heckler& Koch vẫn đưa XM8 ra thị trường toàn cầu nhưng số lượng rất hạn chế. Đến năm 2010, đội đặc nhiệm Paskal của Hải quân hoàng gia Malaysia đã được trang bị XM8. Ngoài ra, XM8 cũng phục vụ trong một số công ty quân đội tư nhân ở một số quốc gia.

## Biến thể
PDW (Vũ khí tự vệ cá nhân)
- Súng carbine
- Súng trường thiện xạ
- Súng máy hạng nhẹ

## Số liệu
- Loại: Súng trường tấn công
- Xuất xứ: Hoa Kỳ
- Khối lượng: 3,4 kg
- Chiều dài nòng súng: 348 mm
- Cỡ nòng: 5.56 mm
- Loại đạn: 5.56x45mm NATO
- Cơ chế nạp đạn: nạp đạn bằng khí nén, thoi nạp đóng và xoay
- Sơ tốc đầu đạn: 920 m/s.
- Tốc độ bắn: 750 viên/phút
- Hộp tiếp đạn: 30 viên hoặc 100 viên.
- Ngắm bắn: kính ngắm 3x (sau chỉ trang bị kính ngắm 1,5x)

## Tính năng
- Nòng có thể thay thế nhanh chóng
- Chọn chế độ bắn bằng cách kéo cò
- Có thể gắn thêm các loại kính ngắm như AN/PEQ-2, Aimpoint CompM2, Combat Advanced Optical thông qua bộ chuyển đổi ray.
- Có thể gắn súng phóng lựu XM320 hoặc M203

## Lịch sử
Khẩu XM8 này được chế tạo để có thể thay thế các súng M4A1 và M16. Mục tiêu của quân đội là muốn có một vũ khí rẻ hơn, nhẹ hơn, và hiệu quả hơn. Đây là dự án được phát triển từ dự án XM29 OICW, tách ra thành XM8 và XM25 CDTE
Mục đích của Quân đội Mỹ trong việc ký hợp đồng mua vũ khí nguyên mẫu này là cung cấp các tùy chọn thay thế cho súng trường M16 sau khi chương trình XM29 gặp vấn đề. [cần làm rõ] Mục tiêu là một vũ khí rẻ hơn, nhẹ hơn và hiệu quả hơn so với loạt vũ khí M16 và M4. XM8 không chỉ là một vũ khí mà còn là một hệ thống có thể được cấu hình lại với các bộ phận thích hợp để trở thành bất kỳ một trong nhiều biến thể từ vũ khí phòng thủ cá nhân nòng ngắn đến vũ khí hỗ trợ được trang bị bipod. Nó cũng bao gồm một kính ngắm quang học tích hợp và mô-đun ngắm bắn laser IR / đèn chiếu sáng. 
XM8 dựa trên mô-đun súng trường của dự án XM29 OICW của Alliant Techsystems,trong đó các cơ chế vũ khí là trách nhiệm của H &K. Sau sự chậm trễ vô thời hạn của chương trình Vũ khí chiến đấu cá nhân mục tiêu,Quân đội Hoa Kỳ đã yêu cầu các nhà thầu thiết kế vũ khí độc lập từ các mô-đun động năng và chất nổ cao của XM29. 
30 nguyên mẫu XM8 đầu tiên đã được giao vào tháng 11 năm 2003 để thử nghiệm sơ bộ. Sau đó, ít nhất 200 nguyên mẫu phát triển đã được mua. Trong số các khiếu nại trong quá trình thử nghiệm là tuổi thọ pin quá thấp so với hệ thống ngắm được cung cấp năng lượng của vũ khí và một số vấn đề về công thái học. Hai vấn đề quan trọng khác là giảm trọng lượng của vũ khí và tăng khả năng chịu nhiệt của người bảo vệ tay, sẽ bắt đầu tan chảy sau khi bắn quá nhiều viên đạn. Cuộc thử nghiệm chính phần lớn đã hoàn thành, và quân đội đã thúc đẩy tài trợ cho một thử nghiệm thực địa lớn. Tuy nhiên, vào năm 2004, Quốc hội Đã từ chối tài trợ 26 triệu đô la cho 7.000 khẩu súng trường để thực hiện thử nghiệm quy mô rộng của XM8 vào năm 2005. Vào thời điểm đó, súng trường vẫn có mục tiêu phát triển chưa đầy đủ, chủ yếu liên quan đến trọng lượng của vũ khí; tuổi thọ pin đã được kéo dài, và một dụng cụ bảo vệ tay nhựa chịu nhiệt hơn được thêm vào. Tài liệu quảng cáo sản phẩm sớm nhất liệt kê trọng lượng mục tiêu cho biến thể carbine ở mức 2,6 kg (5,7 lb) với nguyên mẫu hiện tại ở mức 2,8 kg (6,2 lb). Trọng lượng của nguyên mẫu carbine đã tăng lên 3,4 kg (7,5 lb) theo một tài liệu quảng cáo được phát hành bởi HK và General Dynamics vào tháng 1 năm 2005. 
Các nhà lãnh đạo quân đội Hoa Kỳ thử nghiệm thiết lập nhỏ gọn của XM8 tại Fort Benning, Georgia vào tháng 8 năm 2004.
Trong cùng thời gian đó, Lục quân đã chịu áp lực từ các nhà sản xuất vũ khí khác[ai?] để mở XM8 để cạnh tranh. Lập luận chính là vũ khí đang được áp dụng là một hệ thống khác biệt đáng kể so với đối với đối thủ cạnh tranh ban đầu mà ATK và H &K đã thực sự giành chiến thắng (xem XM29). Các vấn đề khác là quân đội có nghĩa vụ luật hóa để thích các nhà sản xuất có trụ sở tại Hoa Kỳ, và một thỏa thuận trước đó với Colt Defense yêu cầu quân đội phải tham gia Colt vào một số chương trình vũ khí nhỏ nhất định. Chương trình XM8 đã bị hoãn lại vào năm 2004. Lý do chính xác tại sao điều này xảy ra là một vấn đề tranh luận; một số kết hợp các vấn đề kỹ thuật nói trên, hạn chế tài trợ và áp lực bên ngoài có liên quan. 
Năm 2005, Quân đội Đã ban hành một yêu cầu chính thức về đề xuất (RFP) cho gia đình vũ khí OICW Increment One. RFP này đã cho các nhà sản xuất sáu tháng để phát triển và cung cấp vũ khí nguyên mẫu với các yêu cầu rất giống với khả năng XM8, nhưng với việc bổ sung cấu hình vũ khí tự động (SAW). Không có nguyên mẫu XM8 nào được chứng minh thực sự phù hợp với khả năng của M249 (ví dụ: thay thế thùng nhanh, tốc độ bắnbền vững cao, thức ăn vành đai). Một yêu cầu của OICW Cho SAW bao gồm thay thế nòng nhanh và tốc độ bắn bền vững cao, nhưng để lại sự lựa chọn thức ăn đạn dược cho nhà sản xuất. 
Tài trợ cho súng phóng lựu M320, một súng phóng lựu underbarrel một phát tương tự như M203 ban đầu được dự định cho XM8, đã được phê duyệt. Bệ phóng nặng hơn M203, nhưng mang lại một số lợi thế. [vídụ cầnthiết] XM320 được thiết kế để sử dụng với hàng tồn kho hiện có của M16s và M4s và cũng tương thích với XM8. Nó cũng có thể được sử dụng như một vũ khí độc lập. 
Kể từ ngày 19 tháng 7 năm 2005, OICW Increment One RFP đã được tổ chức tám tuần, với một dấu hiệu cho thấy chương trình đang được tái cấu trúc như một chương trình mua sắm chung. Vào ngày 31 tháng 10 năm 2005, OICW Increment One RFP đã bị hủy bỏ. 
Trong một bài báo trên  Tạp chí Quốc phòng Jane,ngày 26 tháng 4 năm 2006 (Vol 43, trang 30) có tuyên bố rằng "Quân đội Hoa Kỳ một lần nữa trì hoãn việc mua vũ khí bộ binh trong tương lai, lần này trong hơn năm năm, và đang làm việc để triển khai hai khẩu súng tạm thời trong thời gian chờ đợi". 
General Dynamics đã tham gia vào giai đoạn sau và H &K đã có kế hoạch sản xuất súng trường tại một nhà máy ở Georgia. H&K thuộc sở hữu của Anhkhi bắt đầu dự án, nhưng sau đó đã được mua lại bởi một nhóm các nhà đầu tư Đức. Công việc kỹ thuật được thực hiện tại các cơ sở ở Hoa Kỳ và Đức. 

### Hủy bỏ
Một nguyên mẫu XM8 carbine - thiếu thiết bị PCAP trên đường ray bên. Ngoài ra còn có 'duckbill' mở chứ không phải là 'birdcage' phong cách flash suppressor
Chương trình XM8 của quân đội Mỹ gần như đã bị hủy bỏ vào mùa thu năm 2005 sau khi bị đình chỉ vào đầu năm đó, nhưng chỉ giới hạn trong việc sử dụng thủy quân lục chiến. Nếu chương trình này không được chỉ định, hệ thống XM8 có thể đã phải đối mặt với sự cạnh tranh từ các vũ khí như FN SCAR, Bushmaster ACR và HK416. Sau đó, nó đã được thay đổi và tham gia với tư cách là ứng cử viên cho cuộc thi SCAR nhưng không thành công. 

### Kiểm tra thêm
Vào mùa thu năm 2007, XM8 được so sánh với các loại vũ khí khác trong một "bài kiểm tra bụi".  Cuộc thi dựa trên hai thử nghiệm trước đó được tiến hành vào mùa hè năm 2006 và mùa hè năm 2007 trước khi thử nghiệm mới nhất vào mùa thu năm 2007. Trong cuộc thử nghiệm mùa hè năm 2007, súng trường M16 và carbine M4 đã ghi nhận tổng cộng 307 lần ngừng hoạt động. Trong cuộc thử nghiệm mùa thu năm 2007, XM8 chỉ ghi nhận 127 lần dừng trong tổng số 60.000 viên đạn trong khi carbine M4 có 882 viên.  FN SCAR có 226 lần dừng và HK416 có 233 lần dừng. Sự khác biệt giữa XM8, HK416 và FN SCAR không có ý nghĩa thống kê khi điều chỉnh cho tạp chí STANAGkém tin cậy hơn.  Tuy nhiên, sự khác biệt của 575 lần dừng giữa các thử nghiệm mùa hè và mùa thu năm 2007 của M4 đã khiến các quan chức xem xét các nguyên nhân có thể gây ra sự thay đổi như các quan chức khác nhau, mùa và kích thước hồ bơi mẫu không đầy đủ nhưng đã tuyên bố rằng các điều kiện của thử nghiệm bề ngoài giống nhau.